# سیارک ۱۷۱۶۶
سیارک ۱۷۱۶۶ (به انگلیسی: 17166 Secombe، نامگذاری:1999MC) هفده هزار و صد و شصت و ششمین سیارک کشف شده‌است که در ۱۷ ژوئن ۱۹۹۹ کشف شد.
قدر مطلق سیارک برابر ۱۴٫۲۰ است.